# Fritz Pliska

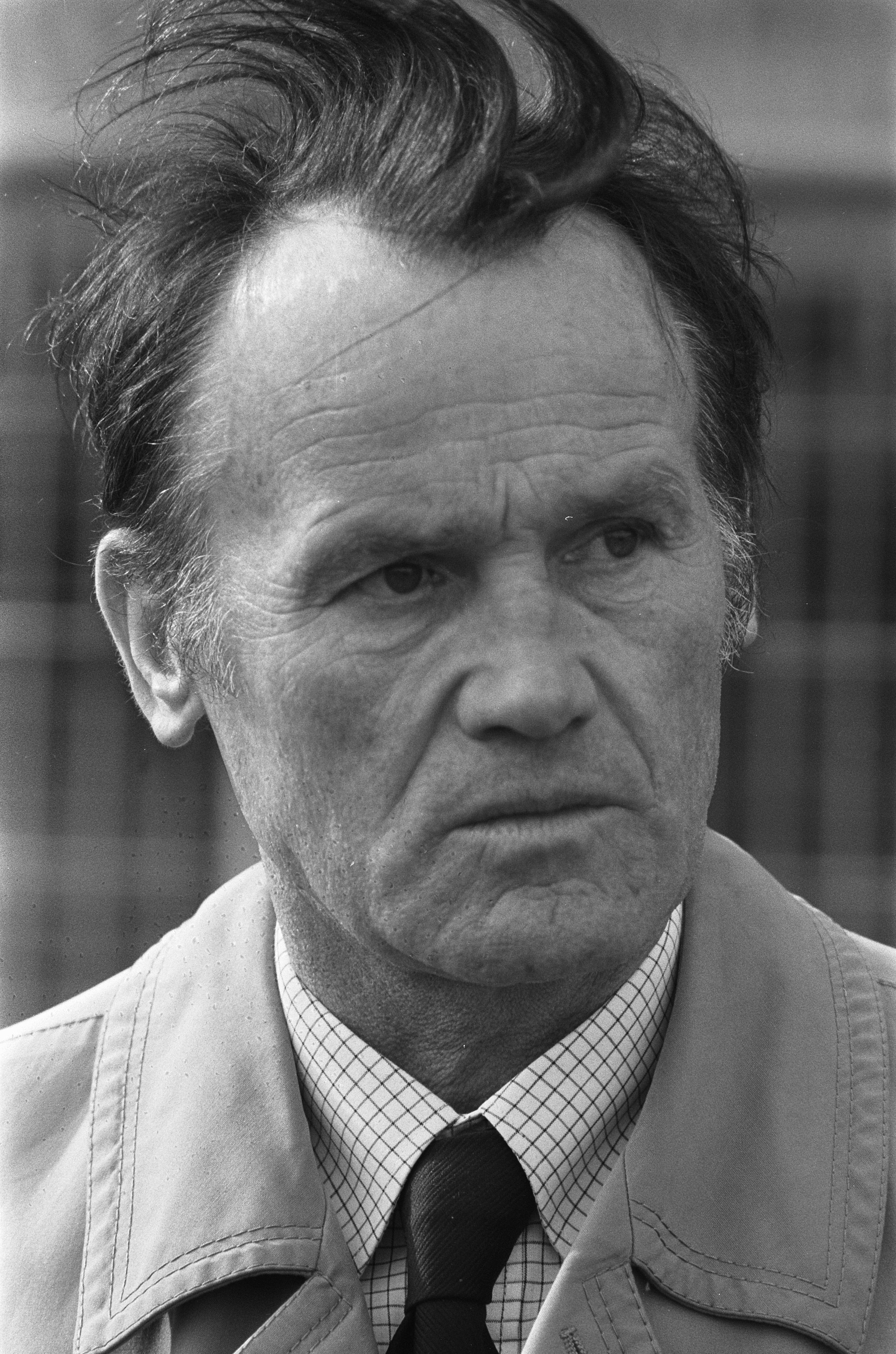
Fritz Pliska, 1974

Fritz Pliska (* 20. Dezember 1915 in Gelsenkirchen; † 28. August 1995 in Dülken) war ein deutscher Fußballspieler und -trainer. Sowohl als Spieler als auch Trainer war er im Erstligafußball aktiv.

## Laufbahn
Pliska machte 1942 als Fußballspieler des unterklassigen Vereins VfB Holzminden auf sich aufmerksam. Im April erhielt er vom Reichstrainer Sepp Herberger eine Einladung zu einem Vorbereitungslehrgang zum Länderspiel gegen Spanien. Beim 1:1 in Berlin spielte Pliska nicht, doch lief er in den folgenden Monaten wiederholt als Gastspieler bei Hannover 96 und dann Schalke 04 auf. Wegen der Ausrufung des „Totalen Krieges“ fanden nur noch wenige Länderspiele bis zum Ende des Zweiten Weltkriegs statt.
Pliska war während des Zweiten Weltkriegs Soldat in der 19. Panzer-Division und wurde am 26. März 1944 mit dem Ritterkreuz des Eisernen Kreuzes ausgezeichnet.
1945/46, unmittelbar nach Kriegsende, spielte Pliska mit Schalke 04 im Fußballbezirk Westfalen 1 und gewann mit seiner Mannschaft die Meisterschaft in dieser westdeutschen Liga. In der Saison 1947/48 war er für TuSpo Holzminden in der zweitklassigen Niedersachsenliga Süd aktiv. In der folgenden Spielzeit 1948/49 spielte Pliska wieder Erstligafußball mit der TSG Vohwinkel in der Oberliga West. Er absolvierte für Vohwinkel 21 Ligaspiele und erzielte ein Tor. 1948 traf er erneut auf Sepp Herberger, unter dem er nun die Trainer-Lizenz erwarb.
Mit seiner Trainer-Lizenz wurde Pliska zunächst Spielertrainer. Seine erste Station war der Rheydter SV, mit dem er in seiner ersten Saison 1949/50 den Aufstieg aus der II. Division in die Oberliga West schaffte, eine der damals fünf höchsten Spielklassen des DFB. Zur Saison 1951/52 wechselte er zum Oberligaabsteiger Borussia Mönchengladbach, dem er 1952 ebenfalls als Spielertrainer zur Rückkehr in die Oberliga West verhalf.

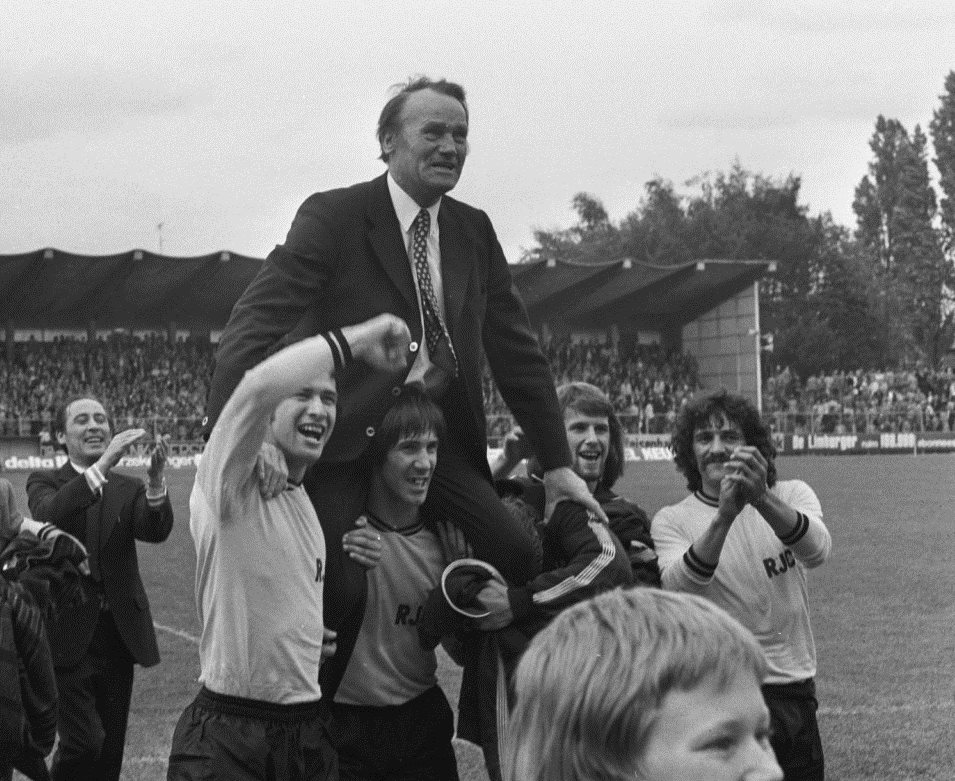
Trainer Fritz Pliska im Jahr 1974 in Kerkrade

Als hauptamtlicher Trainer betreute Pliska 1954/55 Waldhof Mannheim in der II. Division und 1955/56 VfR Frankenthal in der Oberliga Südwest. Im Sommer 1957 kehrte er zum Oberligaabsteiger Borussia Mönchengladbach zurück und sorgte dort binnen eines Jahres erneut für den Aufstieg. Als die Mannschaft vom Bökelberg 1960 am 5. Oktober in Düsseldorf mit 3:2 Toren gegen den Karlsruher SC den DFB-Pokal gewann, war er aber bereits – die Runde 1959/60 endete mit dem 30. Spieltag am 24. April 1960 – bei Fortuna Düsseldorf angestellt.
Im Sommer 1960 übernahm Pliska mit Fortuna Düsseldorf abermals einen Oberligaabsteiger, den er ebenfalls nach einem Jahr zum Wiederaufstieg verhalf. Nachdem er 1961/62 Fortuna den Klassenerhalt gesichert hatte, wechselte er zum Ligakonkurrenten Bayer Leverkusen mit dem Auftrag, als Aufstiegsspezialist die Mannschaft in die neue Bundesliga zu führen. Das Vorhaben misslang mit der Endplatzierung 9. Pliska betreute den Verein noch weitere zwei Spielzeiten in der Regionalliga West, in denen die Mannschaft nur die enttäuschenden Plätze 12 und 16 erreichte. Er war während dieser Zeit auch Vorsitzender der Landesgruppe West im Bund Deutscher Fußball-Lehrer.
Zur Saison 1965/66 wechselte Pliska innerhalb der Fußball-Regionalliga West zu Rot-Weiss Essen. Dort wurde der stets auf absolute Disziplin bedachte Ritterkreuzträger kurz „der Eiserne“ genannt. Bei RW Essen hatte er zunächst mehr Erfolg, denn mit Rang 2 stieg der Verein 1966 in die Bundesliga auf. Pliskas einzige Bundesligasaison 1966/67 endete dann wieder mit einem Misserfolg, denn Essen stieg nach einem Jahr als Bundesliga-Letzter wieder ab. Pliska übernahm anschließend Westfalia Herne, stieg jedoch 1968 auch mit diesem Verein ab (aus der Regionalliga). 1970 erreichte er mit dem Rheydter Spielverein die Teilnahme an der deutschen Amateurmeisterschaft. Die Rheydter scheiterten aber mit 0:1 und 0:3 am späteren Meister SC Jülich 1910. In der Saison 1973/74 tauchte Pliska noch einmal im Erstligafußball auf. In der niederländischen Eredivisie hatte er den Aufsteiger Roda Kerkrade übernommen. Nachdem er der Mannschaft zum Klassenerhalt verholfen hatte, beendete er sein Engagement in Kerkrade und tauchte danach nicht mehr im höherklassigen Fußball auf.